# Julius Bouché
Julius Bouché, eigentlich Carl Friedrich Julius Bouché oder Karl Friedrich Julius Bouché (* 8. August 1846 in Schöneberg; † 28. Juni 1922 in Bonn), war ein deutscher Gärtner, Gartengestalter und Gewächshaustechniker. Er war Garteninspektor des Königlichen Botanischen Gartens Bonn-Poppelsdorf. Julius Bouché ist ein Spross der berühmten Gärtner-Dynastie Bouché.

## Leben und Werk

### Ausbildung
Julius Bouché erlernte zunächst bei seinem Vater Carl David Bouché den Gärtnerberuf.
1869 legte er das Obergärtnerexamen ab und war ab 1870 unter Gustav Meyer Obergärtner im Humboldthain.

### Botanischer Garten Bonn
Von 1871 bis 1888 war er als Nachfolger von Wilhelm Sinning Garteninspektor des Königlichen Botanischen Gartens in Bonn-Poppelsdorf.
Zusammen mit Johannes von Hanstein (1822–1880) erweiterte er das Gartengelände im Südosten vom Schloßweiher über den in der Barockzeit als Ha-Ha dienenden Wassergraben hinaus in Richtung Venusberg (die heutige Koniferen-Abteilung).
Unter seiner Leitung wurden die unter Sinning errichteten Gewächshäuser ausgebaut und erweitert. Von ihm – und nicht von Michael Neumann, wie manchmal zu lesen – stammt sehr wahrscheinlich der Entwurf für das im schmuckvollen (jedoch eigentlich bereits überholten) Stil des Historismus gehaltene Palmenhaus (1873 oder 1875 in moderner Eisen-Glas-Bauweise errichtet, Firsthöhe 19 Meter), das runde Victoria-regia-Haus (1878 erbaut), vermutlich auch zwei Vermehrungs- und zwei Warmhäuser für Orchideen (1878–1880 erbaut). Julius Bouché hatte nämlich von seinem Vater, der das Palmenhaus im Botanischen Garten Berlin-Schöneberg entworfen hatte und eines der beiden grundlegenden Handbücher des 19. Jahrhunderts zum Gewächshausbau verfasst hat, gute Kenntnisse der Gewächshaustechnik erworben und dessen Schrift 1886 postum herausgegeben.

### Gartengestaltung und Handelsgärtnerei
Julius Bouché war außerdem der Gestalter des Alten Friedhofs in Bonn, sowie der Erweiterung des von Joseph Clemens Weyhe geschaffenen Lantz’schen Parks in Düsseldorf-Lohausen um einen Waldpark (1880, unter Einbezug des Lohauser Büschchens).
Ab 1887 bis 1907 betrieb Julius Bouché eine Handelsgärtnerei in Bonn.

## Schriften
- Julius Bouché: Der Gemüsebau: Eine praktische Anleitung zur Erziehung und Kultur sämmtlicher Gemüse und Küchengewächse, (Landwirthschaftliche Bibliothek; 8), Berlin, 1874
- Julius Bouché: Carl David Bouché (1809–1881), in: Deutsche Gärtnerzeitung, Jg. 6, 1882, S. 77–79, 91f., 102–104.
- Julius Bouché: Die insectenfressenden Pflanzen: ein Beitrag zur Geschichte und Cultur derselben, Bonn: Strauß, 1884.
- Julius Bouché (Hrsg.), Carl David Bouché (Verf.): Bau und Einrichtung der Gewächshäuser: ein Handbuch für Gärtner und Baumeister, 2 Bände (Text, Atlas), Bonn: Emil Strauß, 1. Ausgabe 1886, 2. Ausgabe [unter dem Titel: Das Gewächshaus] 1895.